# Communauté de communes du Pays de la Zorn
Die Communauté de communes du Pays de la Zorn ist ein französischer Gemeindeverband mit der Rechtsform einer Communauté de communes im Département Bas-Rhin in der Region Grand Est. Sie wurde am 14. März 1996 gegründet und besteht aktuell aus 20 Gemeinden. Der Verwaltungssitz befindet sich im Ort Hochfelden.

## Historische Entwicklung
Mit Wirkung vom 1. Januar 2016 wurden die ehemaligen Gemeinden Gingsheim, Hohatzenheim, Mittelhausen und Wingersheim zu einer Commune nouvelle unter dem Namen Wingersheim les Quatre Bans zusammengelegt.
Mit Wirkung vom 1. Januar 2017 wurde die Gemeinde Schaffhouse-sur-Zorn nach Hochfelden eingemeindet.
Mit Wirkung vom 1. Januar 2018 wurden die ehemaligen Gemeinden Geiswiller und Zœbersdorf zur Commune nouvelle Geiswiller-Zœbersdorf zusammengelegt.
Mit Wirkung vom 1. Januar 2019 gingen die ehemaligen Gemeinden Val de Moder (Communauté d’agglomération de Haguenau) und Ringeldorf in die Commune nouvelle Val-de-Moder auf. Dadurch verringert sich Einwohnerzahl und Gesamtfläche des Verbands sowie die Anzahl der Mitgliedsgemeinden auf 20.

## Mitgliedsgemeinden
| Gemeinde                                  | Einwohner 1. Januar 2022 | Fläche km² | Dichte Einw./km² | Code INSEE | Postleitzahl |
| ----------------------------------------- | ------------------------ | ---------- | ---------------- | ---------- | ------------ |
| Alteckendorf                              | 858                      | 5,72       | 150              | 67005      | 67270        |
| Bossendorf                                | 383                      | 3,98       | 96               | 67058      | 67270        |
| Duntzenheim                               | 656                      | 6,21       | 106              | 67107      | 67270        |
| Ettendorf                                 | 751                      | 6,34       | 118              | 67135      | 67350        |
| Geiswiller-Zœbersdorf                     | 387                      | 5,05       | 77               | 67153      | 67270        |
| Grassendorf                               | 255                      | 2,24       | 114              | 67166      | 67350        |
| Hochfelden                                | 4.042                    | 15,76      | 256              | 67202      | 67270        |
| Hohfrankenheim                            | 278                      | 2,76       | 101              | 67209      | 67270        |
| Ingenheim                                 | 359                      | 5,37       | 67               | 67220      | 67270        |
| Issenhausen                               | 111                      | 2,10       | 53               | 67225      | 67330        |
| Lixhausen                                 | 372                      | 3,29       | 113              | 67270      | 67270        |
| Melsheim                                  | 567                      | 5,21       | 109              | 67287      | 67270        |
| Minversheim                               | 684                      | 5,45       | 126              | 67293      | 67270        |
| Mutzenhouse                               | 460                      | 2,21       | 208              | 67312      | 67270        |
| Scherlenheim                              | 116                      | 2,32       | 50               | 67444      | 67270        |
| Schwindratzheim                           | 1.759                    | 9,14       | 192              | 67460      | 67270        |
| Waltenheim-sur-Zorn                       | 664                      | 5,04       | 132              | 67516      | 67670        |
| Wickersheim-Wilshausen                    | 388                      | 5,45       | 71               | 67530      | 67270        |
| Wilwisheim                                | 747                      | 5,30       | 141              | 67534      | 67270        |
| Wingersheim les Quatre Bans               | 2.338                    | 18,52      | 126              | 67539      | 67170        |
| Communauté de communes du Pays de la Zorn | 16.195                   | 117,46     | 138              | –          | –            |